# Herbert Fink
Herbert Franz Robert Fink (ur. 27 stycznia 1925 w Raciborzu, zm. po 3 października 1951) – zbrodniarz hitlerowski, członek załogi niemieckiego nazistowskiego obozu koncentracyjnego Auschwitz-Birkenau i SS-Oberscharführer.
Członek załogi obozu Auschwitz od stycznia 1944 do stycznia 1945. Brał udział w egzekucjach i dokonywał morderstw indywidualnych. Uczestniczył również w selekcjach Żydów i odprowadzał ofiary do komór gazowych. Wreszcie mordował więźniów podczas ewakuacji obozu. 29 września 1951 wschodnioniemiecki sąd w Budziszynie skazał Finka za wyżej wymienione zbrodnie na karę śmierci. Wyrok zatwierdził 3 października 1951 sąd II instancji w Dreźnie. O dalszym losie Herberta Finka nic jednak nie wiadomo.